# DISC
Het DISC-model geeft inzicht in het gedrag van mensen. Het geeft bijvoorbeeld weer hoe iemand overkomt in de communicatie met zijn/haar omgeving. Dit is zowel verbaal als non-verbaal. Het volgende wordt hierbij gemeten:
- Hoe gaat iemand om met uitdagingen en problemen? De kleur die hieraan gekoppeld wordt is vaak het vurige rood. (D van dominantie);
- Op welke wijze overtuigt iemand een ander? De kleur die hieraan gekoppeld wordt is vaak het zonnige geel (I van Invloed);
- Hoe reageert iemand op veranderingen en tempowisselingen? De kleur die hieraan gekoppeld wordt is vaak het aardse groen. (S van Stabiliteit);
- Hoe gaat iemand om met regels en procedures? De kleur die hieraan gekoppeld wordt is vaak het heldere blauw. (C van Conformisme).[1][2]

Het werd ontwikkeld door de Amerikaanse psycholoog William Moulton Marston (ook de bedenker van Wonder Woman) die er in 1928 over publiceerde in zijn boek Emotions of Normal People. Hierin gaf hij aan dat menselijke gedragstypen in vier groepen op te delen zijn: D (Dominant), I (Invloed), S (Stabiliteit) of C (Conformisme). In 1956 publiceerde de arbeids- en organisatiepsycholoog Walter Vernon Clarke een persoonlijkheidstest op basis van de DISC. Deze wordt ingezet bij werving en selectie, coaching, professionalisering van teams. Psychologen en coaches die DISC gebruiken beklemtonen dat niemand slechts in één hokje past en dat iedereen in bepaalde mate aan alle vier de eigenschappen voldoet, en verder dat er bij de meeste mensen wel een gedragsstijl is die bij hen domineert. DISC wordt vanuit de (gedrags)wetenschap vrijwel niet ondersteund.

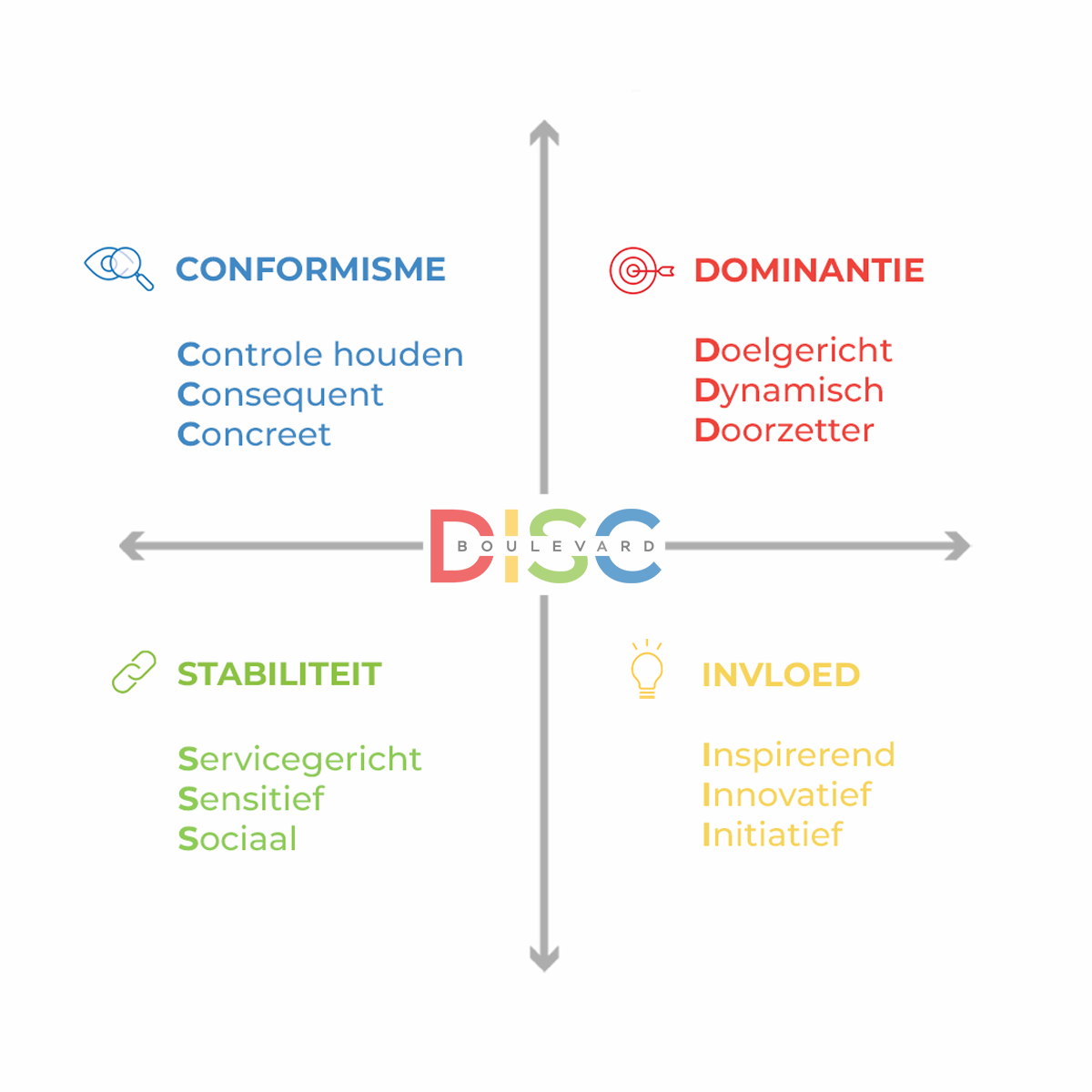
Een greep uit de DISC kenmerken per gedragsstijl, weergegeven in het DISC kwadrant

## Het model
William Moulton Marston stelde vast dat mensen zich over twee waarneembare assen kunnen bewegen. In het model wordt daarom gebruik gemaakt van een verticale (y-)as en een horizontale (x)-as.
- Op de verticale as wordt het verschil tussen taakgericht en mensgericht aangegeven. De taakgerichte mens beslist met zijn hoofd. Besluitvorming vindt plaats na logisch redeneren. Vaak zijn ze meer gericht op de taak dan op de relatie. De mensgerichte mens beslist met zijn hart. Besluitvorming vindt plaats door af te gaan op gevoel en emoties. Vaak zijn ze meer gericht op de relatie dan op de taak.
- Op de horizontale as wordt het verschil tussen introvert en extravert aangegeven. De introverte mens haalt energie uit afzondering. Hij of zij geeft de voorkeur aan één op één contact en heeft vaak een lager tempo in denken en handelen. De extravert mens haalt energie uit het contact met anderen. Hij of zij handelt eerst en denkt daarna. Vaak ligt het tempo in handen en denken hoog.

Door het samenvoegen van deze twee assen worden 4 kwadranten zichtbaar. Elk kwadrant kreeg van Marston een letter: DISC (Dominantie, Invloed, Stabiliteit en Conformisme). Deze letters vormen samen het DISC-model.

## De vier gedragstypen
- D (Dominerend, Daadkrachtig & Direct): Dit zijn de optimistische leiders. De taak en het doel zijn voor hen belangrijk en ze nemen graag initiatief. Ze stellen vaak wat-vragen en de kleur die met hen geassocieerd wordt is rood. De zwakte die vaak meespeelt is dat ze willen domineren, te kritisch en ongeduldig zijn, geen verantwoordelijkheid willen delegeren en als ze hun zin niet krijgen gaan dwarsliggen.
- I (Influencer, Inspirerend & Interactief): Dit zijn de enthousiaste inspirators. Ze nemen ook graag initiatief, hebben behoefte aan humor en zijn erg op de persoon gericht. Zelf hebben ze behoefte aan complimenten en erkenning en een positieve benadering. Ze stellen vaak wie-vragen en de kleur die met hen geassocieerd wordt is geel.
- S (stabiel, Sociaal & Ondersteunend): Dit zijn de rustige, gemoedelijke mensen. De relatie is voor hen het belangrijkst en ze stellen zich vaak dienstbaar op. Ze houden makkelijk hun hoofd koel maar hebben wel tijd nodig voor verandering. Ze stellen vooral hoe-vragen en de kleur die met hen geassocieerd wordt is groen.
- C (Consciëntieus, Correct & Calculerend): Dit zijn de analytische en objectivisten. Logica is vooral belangrijk en emotie speelt zelden een rol in hun beslissingen. Ze stellen waarom-vragen en de kleur die met hen geassocieerd wordt is blauw.

## Omgang met de gedragstypen
Om met iemand te communiceren of deze te overtuigen is het belangrijk om in te schatten in welk kwadrant iemand zit.
- D (Dominant): Iemand die dominant is heeft tegengas nodig, maar niet te veel. De persoon wil graag het gevoel hebben zelf de controle te houden. Deze mensen hebben vaak geen tijd voor de details, dus alleen de grote lijnen tellen. Verder willen ze de zekerheid dat een verantwoordelijkheid bij de gesprekspartner in goede handen is. Vleien wil ook nog wel eens helpen.
- I (Invloed): Iemand in dit kwadrant wil graag een positief en enthousiast verhaal horen. Deze wil zelf ook de ruimte om het gesprek aan te gaan is ook geïnteresseerd in de details.
- S (Stabiliteit): Iemand in dit kwadrant wil zekerheden, een verhaal met zelfvertrouwen. Verder is het belangrijk om de samenwerking en partnerschap te benoemen. Vraag deze persoon naar het gevoel.. Een S heeft vaak meer tijd nodig dus geduld is ook belangrijk.
- C (Conformisme): Deze mensen zijn gericht op de feiten. Ze willen details, bewijzen en deskundigheid zien. Discussies kunnen beter vermeden worden en je kunt ze het beste benaderen met open vragen.

## Kritiek
Het model achter DISC kent geen wetenschappelijke basis. Er bestaan geen peerreviewed artikelen die de theorie van DISC bevestigen. In Nederland heeft DISC zich niet laten testen bij de Commissie Testaangelegenheden Nederland, een centrale commissie van het Nederlands Instituut van Psychologen (NIP) waar meer dan 850 persoonlijkheidstests zijn getest op criteria als kwaliteit, betrouwbaarheid en validiteit. 
Internationaal is er ook kritiek op DISC. Zo raden de British Psychological Society (BPS) en het Chartered Institute of Personnel, Training & Development (CIPD) het gebruik van DISC af in een professionele omgeving.